# Opération Walkyrie (téléfilm, 2004)
Pour les articles homonymes, voir Valkyrie (homonymie).
Opération Walkyrie (Stauffenberg de son titre original) est un téléfilm allemand de Jo Baier.
Le sujet du téléfilm est le complot du 20 juillet 1944 avec Sebastian Koch dans le rôle de Claus von Stauffenberg et Ulrich Tukur dans celui de Henning von Tresckow.

## Distribution
- Sebastian Koch : Oberst Claus Graf Schenk von Stauffenberg
- Ulrich Tukur : Henning von Tresckow
- Hardy Krüger Jr. : Werner von Haeften
- Christopher Buchholz : Berthold Graf von Stauffenberg
- Nina Kunzendorf : Nina Gräfin von Stauffenberg
- Stefania Rocca : Margarethe von Oven
- Axel Milberg : Generaloberst Friedrich Fromm
- Olli Dittrich : Joseph Goebbels
- Katharina Rivilis : Polja
- Karl-Heinz von Liebezeit : Oberfeldwebel Kolbe
- Michaela Wiebusch : Sekretärin Alix von Winterfeldt
- Michael Lott : Schweizer
- Christine Sommer : Deliah, 2. Sekretärin Stauffenberg
- Thorsten Merten : Peter Graf Yorck von Wartenburg
- Joachim Bißmeier : Generalfeldmarschall Erwin von Witzleben
- Enrico Mutti : Major Otto Remer
- Rainer Bock : General der Infanterie Friedrich Olbricht
- Ronald Nitschke : Generaloberst Erich Hoepner
- David Bunners : Albrecht Ritter Mertz von Quirnheim
- Milan Peschel : Oberstleutnant Karl Pridun
- Holger Daemgen : Fahrer Kretz
- Sebastian Rüger : Oberleutnant Ewald-Heinrich von Kleist-Schmenzin
- Christian Doermer : Generalfeldmarschall Wilhelm Keitel
- Udo Schenk : Adolf Hitler
- Remo Girone (en) : Generaloberst Ludwig Beck
- Georg Schramm : SS-Oberführer Humbert Achamer-Pifrader
- Waldemar Kobus : Oberstleutnant Herber
- Gregor Weber : Fritz-Dietlof Graf von der Schulenburg
- Harald Krassnitzer : General der Nachrichtentruppen Erich Fellgiebel
- Uwe Zerbe : Generalmajor Walter Buhle
- Lutz Lansemann : Operndiener

- Bruno F. Apitz : Scharfrichter Roettger (non crédité)
- Hans-Jörg Assmann : Staatsanwalt Hanssen (non crédité)
- Hans-Laurin Beyerling : Franz v. Stauffenberg (non crédité)
- Andreas Bisowski : Junger Leutnant in Krampnitz (non crédité)
- Ludwig Boettger : Generalleutnant Adolf Heusinger (non crédité)
- Michael Bornhütter : Oberstleutnant Robert Bernardis (non crédité)
- Hans Brückner : Wachtmeister Tegeder (non crédité)
- Leonard Carow : Heimeran von Stauffenberg (non crédité)
- Werner Daehn : Sturmbannführer (Trabener Straße) (non crédité)
- Johannes Gabriel : Arzt im Münchner Lazarett (non crédité)
- Andy Gatjen : Major Ernst John von Freyend (non crédité)
- Christoph Gaugler : Wachtmeister Adam (non crédité)
- Michael Goldberg : Adam von Trott zu Solz (non crédité)
- Steffen Gräbner : Gestapomann (non crédité)
- Wilfried Hochholdinger : Generalleutnant Henning von Thadden (de) (non crédité)
- Martin Horn : Oberfeldwebel Vogel (non crédité)
- Joachim Höppner : Generaloberst Ludwig Beck (non crédité) (voix)
- Christoph Krix : Hauptmann Piper (non crédité)
- Frank-Michael Köbe : Oberstleutnant Ludolf Gerhard Sander (non crédité)
- Peer Martiny : Oberst Harald Momm (de) (non crédité)
- Robert Viktor Minich : Leutnant Werner Schady (non crédité)
- Florian Müller-Mohrungen : Junger Leutnant am Wachtposten (non crédité)
- Christiane Nalezinski : Sekretärin in der Wolfschanze (non crédité)
- Joachim Nimtz : Rittmeister Heinz-Ludwig Bartram (non crédité)
- Jean-Paul Raths : Rittmeister Leonhardt von Möllendorff (non crédité)
- Vincent Redetzki : Berthold von Stauffenberg jr. (non crédité)
- Christian Roll : Soldat (non crédité)
- Joachim Schweizer : Leutnant Hagen (non crédité)
- Benjamin Strecker : Oberleutnant Färber (non crédité)
- Frank Witter : Fromms Bewacher (non crédité)